# Fortress
Fortress je australska grupa RAC, osnovana 1991. godine.

## Diskografija
- 1992. - Fortress
- 1993. - Seize The Day
- 1996. - Into Legend
- 1996. - Garrison
- 1999. - The Bell Tolls
- 1999. - The Fires Of Our Rage

## Vanjske poveznice
- ADL Educator Alert Hate Music Label Targets Schools
- Last.fm